# The Doves Press

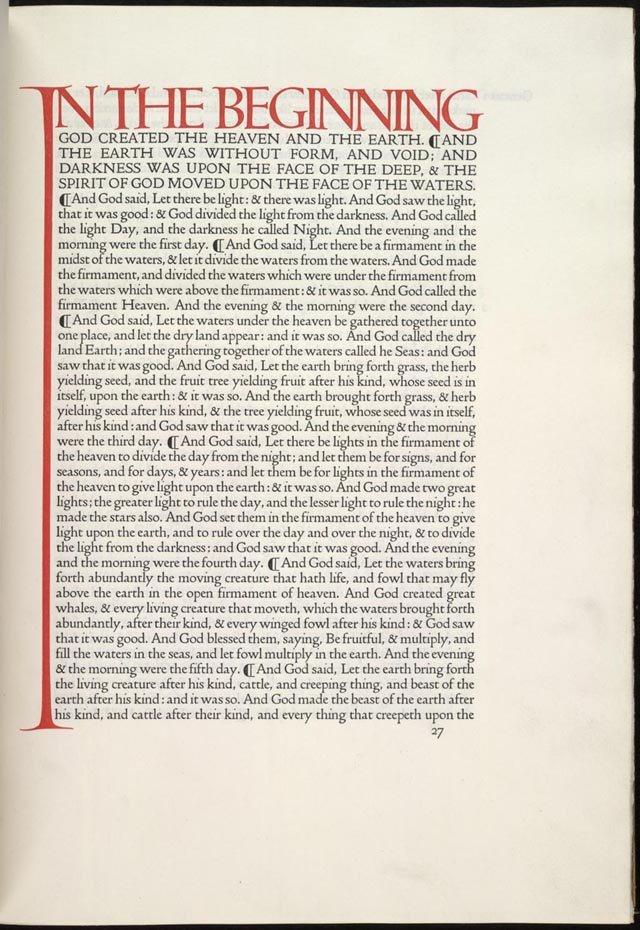
Titelblad The English Bible (1903–1905)

The Doves Press was een Britse private pers en uitgeverij, gevestigd in Hammersmith, Londen, die werd gesticht door T.J. Cobden Sanderson vóór 1900, toen hij Sir Emery Walker vroeg om samen met hem deze onderneming te starten (hun partnerschap werd ontbonden in 1909). De Doves Press produceerde al haar boeken met behulp van een enkel formaat, tussen 1900 en 1916, en wordt beschouwd als een significante bijdrage aan de Arts-and-craftsbeweging. De oprichters werden geassocieerd met William Morris en de Kelmscott Press. Het lettertype, bekend als The Doves Type, was gebaseerd op de lettertypen gebruikt door Nicolas Jenson uit de jaren 1470.  
Het lettermateriaal en de matrijzen werden vernield door Cobden Sanderson tussen 1913 en 1917, toen hij ze meenam naar Hammersmith Bridge en hij ze in de Theems gooide.  De drukkerij is vernoemd naar De Duif,  een oude pub aan de rivier in Hammersmith. De Doves Press was verantwoordelijk voor de Doves Bible (5 delen, 1902-1904), die wordt beschouwd als een van de beste voorbeelden van zijn soort. 